# تیرناو (شهر)
تیرناو (شهر) (به آلمانی: Thyrnau) یک شهر در آلمان است که در بایرن واقع شده‌است.

## خصوصیات
تیرناو ۳۳٫۶۸ کیلومترمربع مساحت دارد ۴۵۵ متر بالاتر از سطح دریا واقع شده‌است.